# 1900 en Inde
Chronologie de l'Inde
- 1896
- 1897
- 1898
- 1899
- 1900
- 1901
- 1902
- 1903
- 1904

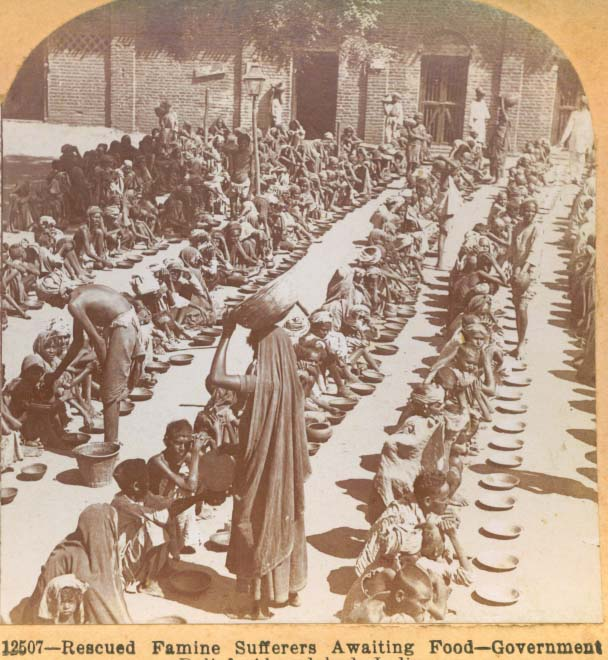
La famine en Inde de 1899-1900.

Cette page concerne les évènements survenus en 1900 en Inde  :

## Évènement
- Famine en Inde de 1899-1900 (bilan : de 1  à 4,5 millions de morts).
- Loi de 1900 sur l'aliénation des terres du Pendjab (en)

## Sport
- Participation de l'Inde aux Jeux olympiques de 1900, à Paris (un seul concurrent).

## Création
- Palais Aluva (en) à Cochin.
- Nehru Setu (en), pont ferroviaire.

## Naissance
- Chhabi Biswas (en), acteur.
- Chandulal Chunilal Desai (en), personnalité politique.
- Bhagwan Singh Gyanee (en), personnalité politique.
- Deenanath Mangeshkar (en), acteur.
- Kuttikrishna Marar (en), écrivain.
- Gaganvihari Lallubhai Mehta (en), diplomate.
- Padmaja Naidu, indépendantiste et femme politique.
- Sumitranandan Pant (en), poète.
- Kainikkara Kumara Pillai (en), enseignant, acteur et écrivain
- Muthukulam Raghavan Pillai (en), acteur.
- B. S. Madhava Rao (en), mathématicien et physicien.
- Mahendra Lal Wadhwa (en), combattant pour la liberté.

## Décès
- Ambika Charan Guha (en), lutteur.
- Manibhai Jashbhai (en), ministre.
- Kalapi (en), poète.
- Amir Meenai (en), poète.
- André Rançon, médecin et explorateur.
- Paravastu Venkata Rangacharyulu (te), écrivain.
- Frederick William Stevens (en), architecte.